# Armeeabteilung Grasser
Die Armeeabteilung Grasser war eine kurzzeitig existierende deutsche Kommandobehörde der Wehrmacht kurz vor Ende des Zweiten Weltkriegs.

## Geschichte
Die Armeeabteilung Grasser wurde am 25. September 1944 aus der Armeeabteilung Narwa gebildet und wurde auch bei der Heeresgruppe Nord eingesetzt. Die Armeeabteilung erhielt den Namen nach dem Befehlshaber der Armeeabteilung, Anton Grasser.
Mit der Aufstellung übernahm die Armeeabteilung Grasser während der Baltischen Operation rechts von der westlich Riga eingesetzten Korpsgruppe Kleffel die Sicherung des Landkorridors nach Tuckum. Später befahl das OKW im Zuge des Unternehmens Aster der Armeeabteilung Grasser den Rückzug aus Estland. Im Oktober 1944 wurde die Armeeabteilung Grasser, der Befehlshaber Grasser hatte sein Kommando abgeben müssen, zur Armeeabteilung Kleffel.
Befehlshaber war über das Bestehen der Armeeabteilung Grasser der General der Infanterie Anton Grasser. Grasser war auch Befehlshaber der Armeeabteilung Narwa, woraus die Armeeabteilung Grasser ursprünglich hervorgegangen war. Chef des Generalstabs war Generalmajor Paul Reichelt.

## Gliederung Oktober 1944
XXXVIII. Armeekorps mit
- 21. Luftwaffen-Felddivision
- 81. Infanterie-Division
- 121. Infanterie-Division
- 122. Infanterie-Division
- 201. Sicherungs-Division
- 32. Infanterie-Division
- 329. Infanterie-Division

z. Vfg.: 52. Sicherungs-Division